# ارتباط بشروي
الارتباط البشرَوي (بالإنجليزية: Junctional epithelium)‏ هو النسيج الطلائي الذي يبطن قاعدة التَّلَمُ اللِّثَوِيّ. عمق التَّلَمُ اللِّثَوِيّ يقاس بمِسْبارُ دَوَاعِمِ السِّن المدرّج. في حال الكشف الصحي, يتم غَرزَ المِسْبار بلطف حيث ينزلق على الظِهارَةٌ التَلَمِيَّة، ويتوقف عند الارتباط البشرَوي. ومع ذلك، عمق التَّلَمُ اللِّثَوِيّ المتقصّى قد يكون مختلفاً إلى حدٍ كبير عن عمق التَّلَمُ اللِّثَوِيّ النسيجي الحقيقي.

## الموقع
الارتباط البشرَوي هوعبارة عن نسيج ظهاري حرشفي طبقي غير كيراتيني، يلي مباشرة الظِهارَةٌ التَلَمِيَّة وباتجاه ذروة السن الذي يبطن التَّلَمُ اللِّثَوِي من القاع وحتى الحافَةُ الحُرَّةُ للِّثَة، حيث يرتبط مع ظهارة التجويف الفموي. التَّلَمُ اللِّثَوِي مَحْدُود بمِيْنا تاج السن وبالظِهارَةٌ التَلَمِيَّة. وهو ذروي (باتجاه الذروة) لقاعدة التجويف، وتاجي للألياف اللثوية الأقرب لتاج السن، هذا هو الارتباط البشرَوي. الارتباط البشرَوي يرتبط مع سطح السن بواسطة المُرْتَكَزٌ الظِهَارِي عن طريق شِقُّ الجُسَيمِ الرَّابِط وطوله وسطياً ما يقرب من 1 ملم في العرض في البعد الذروي-التاجي، وهذا يشكل حوالي نصف العرض البيولوجي. يمكن أن يتصل الارتباط البشرَوي مع سطح السن إما مع الميناء أو المِلاَط أوالعاج. موقع المُرْتَكَزٌ الظِهَارِي على سطح الأسنان يبدأ تشريحياً من النصف العنقي للتاجٌ أول ما يصبح السن وظيفي بعد بُزوغُ السِّن.

## الأصل
الارتباط البشرَوي يشتق من الظهارية المينائية الضامرة خلال نمو السن. قبل بروز السن وبعد نضوج ميناء الأسنان، الخلايا المصنعة للمينا تفرز طبقة قاعدية على سطح السن تخدم كجزء من الظهارة الارتباطية الأولي. بينما يبرز السن بشكل نشط،الجزء التاجي من النسيج الظاهري الملتحم والمحيط يتقشرعن التاج السني. والخلايا المصنعة للمينا تصنع روابط بين خلايا النسيج الظاهري الأولي وتلتحم بقوة بسطح الميناء، مع ذلك، الجزء العنقي من النسيج الملتحم يبقى ملتصقاً بعنق السن عن طريق الظهارة الارتباطية الأولي. هذا النسيج الملتحم، والذي يبقى على الحد الفاصل بين ميناء وملاط الأسنان بعد نمو السن منتجاً الارتباط البشرَوي البدائي، ويكون أول نسيج ملتصق بسطح السن. هذا النسيج يتم لاحقاً استبداله برباط لثوي تام بعد نمو جذر السن.

## التركيب
خلايا الارتباط البشرَوي تميل إلى أن تنشئ مسافات واسعة ما بين الخلايا وتقاطعات ارتباطية أقل، للسماح لخلايا الدم البيضاء (الكريات البيضاء) الانتقال من الصفيحة المخصوصة للأوعية الدموية إلى الجزء السفلي من التلم اللثوي، للمساعدة في منع المرض. بالإضافة إلى ذلك، الارتباط البشرَوي أرق من الظهارة التلمية حيث يتراوح سمك الخلايا على قاعدة تلم اللثة ما بين 15-30 ومن ثم تستدق لتصل لسمك النهائي بقدر ب 3-4 خلايا في جانبها الذروي. الخلايا السطحية أو الفوق القاعدية تعتبر بمثابة جزء من مُرْتَكَزٌ ظِهَارِيٌّ من اللثة إلى سطح الأسنان.
هذه الخلايا سطحية، أو الفوق القاعدية والخلايا الظهارية من الارتباط البشرَوي توفر الجُسَيمٌ رابِطٌ نِصْفِيّ والصفيحة القاعدية الداخلية التي تخلق مُرْتَكَزٌ ظِهَارِيٌّ لأن هذا النوع من الأنسجة يتدرج من طبقات خلوية إلى لا خلوية.
هيكل الارتباط البشرَوي مماثل لهيكل التَقَاطُعات بين الظهارة والنسيج الضام الواقع تحته حيث تتكون الصفيحة القاعدية الداخلية من الصفيحة الصافِيَة والصفيحة الكثيفة .
هذه الصفيحة القاعدية الداخلية للمُرْتَكَزٌ ظِهَارِيٌّ مستمرة مع الصفيحة القاعدية الخارجية بين الارتباط البشرَوي والصفيحة المخصوصة عند الحد الذروي من الارتباط البشرَوي.
المُرْتَكَزٌ ظِهَارِيٌّ قوي جداً في الحالة الصحية، بوصفه سداً بين أنسجة اللثوية اللينة وسطح السن الثابت . أعمق طبقة من الارتباط البشرَوي أو الطبقة القاعدية، تخضع لانقسام خلوي مستمر وسريع أو ما يعرف بالانْقِسامٌ الخيطي. هذه العملية تسمح بهجرة إكليلية منتظمة عندما تموت الخلايا وتلقى في التلم اللثوي. وقليل من الطبقات موجودة في الارتباط البشرَوي، من الطبقة القاعدية إلى فوق القاعدية، أو سطحية، لا تظهر أي تغيير في المظهر الخلوي المتعلق بالنضج، على عكس أنواع أخرى من أنسجة اللثة. وهكذا، فإن الارتباط البشرَوي لا ينضج كنسيج كيراتيني، مثل اللثة الحافية أو اللثة الملتصقة، التي تملأ خلاياها السطحية الناضجة بالكيراتين.
الارتباط البشرَوي لا تنضج على مستوى أقل مثل الأنسجة معدومة الكيراتين للظِهارَةٌ التَلَمِيَّة وما تبقى من تجويف الفم، والذي يوسع خلاياه لأنها تنضج وتهاجر بشكل سطحي. خلايا الارتباط البشرَوي لا تنضج وتتحول إلى طبقة الحبيبية أو طبقة المتوسطة .بدون طبقة الكيراتين السطحية المتقرنة على السطح الحر للارتباط البشرَوي.
لا يوجد أي حاجز مادي للهجوم الميكروبي. يجب أن تعوض الخصائص الهيكلية والفنية الأخرى التابعة للارتباط البشروي عن غياب هذا الحاجز. و الارتباط البشرَوي يحقق هذه المهمة الصعبة مع إطارها الهيكلي الخاص وبالتعاون مع الخلايا الظهارية واللاظهارية التي توفر الآليات المضادة للجراثيم القوية جداً، مثل خلايا الدم البيضاء. ومع ذلك، فإن هذه الآليات الدفاعية لا تحول دون تطوير الآفات الالتهابية الواسعة في النسيج اللثوي، وأحيانا الآفات الالتهابية قد تتطور في النهاية إلى فقدان العظام وترابط النسيج الضام للسن.
خلايا الارتباط البشرَوي لديها العديد من العضيات في الهيولى، مثل الشبكة الإندوبلازمية الخام، جهاز جولجي، والميتوكوندريا، مما يدل على النشاط الأيضي العالي. ومع ذلك، لا تزال هناك خلايا غير ناضجة، أو غير متخصصة، حتى تموت أو تلقى في التلم اللثوي. تم العثور على الجسيمات الحالة أيضا بأعداد كبيرة في الخلايا الظهارية للارتباط البشروي. الانزيمات الموجودة داخل هذه الجسيمات الحالة تشارك في تدمير البكتيريا الموجودة في بيوفيلم الأسنان.

## الأمراض
زيادة النفاذية للارتباط البشروي التي تسمح هجرة خلايا الدم البيضاء مفصصة النواة تسمح أيضاً للكائنات الحية الدقيقة من بيوفيلم الأسنان (خصوصا نوع اللثويةP )، والسموم المرتبطة بها من على سطح الأسنان المكشوفة، لدخول النسيج من صفيحة مخصوصة أعمق وضع يصل احتمال الإصابة. الأضرار التي أدت إلى أن يكون الارتباط البشوري غير منتظم الملمس، بدلاً من أن يكون سلساً في سطحه. والأهم من ذلك هو تشكيل ظهارة جيب داخل الجيوب اللثوية، والذي هو السمة التشريحية لأمراض اللثة، وجود هجرة حقيقية قِمّيّة للارتباط البشروي. وبالإضافة إلى ذلك، وجود تقرحات مع تضخم اللثة، بما في ذلك تشكيل تلال شبكية وحليمات النسيج الضام في واجهة واحدة على نحو سلس من الارتباط البشروي مع الصفيحة المخصوصة. وعلاوة على ذلك، هناك زيادة في مستويات تقشير الخلايا الظهارية، وهجرة خلايا الدم البيضاء ، توطين البكتيريا، وكذلك موت الخلايا الظهارية المبرمج.